# La Petite-Boissière
La Petite-Boissière és un municipi francès situat al departament de Deux-Sèvres i a la regió de la Nova Aquitània. L'any 2007 tenia 624 habitants.

## Demografia

### Població
El 2007 la població de fet de La Petite-Boissière era de 624 persones. Hi havia 239 famílies de les quals 52 eren unipersonals (28 homes vivint sols i 24 dones vivint soles), 84 parelles sense fills, 95 parelles amb fills i 8 famílies monoparentals amb fills.
La població ha evolucionat segons el següent gràfic:
Habitants censats

### Habitatges
El 2007 hi havia 255 habitatges, 245 eren l'habitatge principal de la família, 2 eren segones residències i 8 estaven desocupats. Tots els 255 habitatges eren cases. Dels 245 habitatges principals, 214 estaven ocupats pels seus propietaris, 29 estaven llogats i ocupats pels llogaters i 2 estaven cedits a títol gratuït; 4 tenien dues cambres, 18 en tenien tres, 58 en tenien quatre i 165 en tenien cinc o més. 198 habitatges disposaven pel capbaix d'una plaça de pàrquing. A 109 habitatges hi havia un automòbil i a 125 n'hi havia dos o més.

### Piràmide de població
La piràmide de població per edats i sexe el 2009 era:
| Homes | Edats   | Dones |
| ----- | ------- | ----- |
| 0     | 95 o +  | 0     |
| 0     | 90 a 94 | 0     |
| 12    | 85 a 89 | 0     |
| 4     | 80 a 84 | 8     |
| 8     | 75 a 79 | 20    |
| 8     | 70 a 74 | 4     |
| 28    | 65 a 69 | 8     |
| 8     | 60 a 64 | 20    |
| 0     | 55 a 59 | 8     |
| 28    | 50 a 54 | 24    |
| 36    | 45 a 49 | 32    |
| 24    | 40 a 44 | 36    |
| 16    | 35 a 39 | 4     |
| 28    | 30 a 34 | 20    |
| 12    | 25 a 29 | 16    |
| 20    | 20 a 24 | 16    |
| 28    | 15 a 19 | 20    |
| 12    | 10 a 14 | 24    |
| 16    | 5 a 9   | 12    |
| 12    | 0 a 4   | 28    |

## Economia
El 2007 la població en edat de treballar era de 397 persones, 313 eren actives i 84 eren inactives. De les 313 persones actives 309 estaven ocupades (163 homes i 146 dones) i 4 estaven aturades (2 homes i 2 dones). De les 84 persones inactives 34 estaven jubilades, 32 estaven estudiant i 18 estaven classificades com a «altres inactius».

### Ingressos
El 2009 a La Petite-Boissière hi havia 251 unitats fiscals que integraven 660,5 persones, la mediana anual d'ingressos fiscals per persona era de 16.209 €.

### Activitats econòmiques
Dels 19 establiments que hi havia el 2007, 1 era d'una empresa alimentària, 2 d'empreses de fabricació d'elements pel transport, 2 d'empreses de fabricació d'altres productes industrials, 3 d'empreses de construcció, 2 d'empreses de comerç i reparació d'automòbils, 2 d'empreses d'hostatgeria i restauració, 2 d'empreses financeres, 1 d'una empresa immobiliària, 3 d'empreses de serveis i 1 d'una entitat de l'administració pública.
Dels 5 establiments de servei als particulars que hi havia el 2009, 1 era un taller de reparació d'automòbils i de material agrícola, 1 paleta, 1 fusteria, 1 electricista i 1 restaurant.
L'únic establiment comercial que hi havia el 2009 era una fleca.
L'any 2000 a La Petite-Boissière hi havia 36 explotacions agrícoles que ocupaven un total de 1.189 hectàrees.

## Equipaments sanitaris i escolars
El 2009 hi havia una escola elemental.

## Poblacions més properes
El següent diagrama mostra les poblacions més properes.